# Le canzoni dell'aglio
Le canzoni dell'aglio (Tiantang suantai zhi ge, 天堂蒜薹之歌) è un romanzo del Premio Nobel per la Letteratura 2012 Mo Yan, pubblicato nel 1988. 

## Trama
Ambientato nel 1987 in una zona immaginaria della Cina chiamata Tiantang, il romanzo narra le vicende di un gruppo di contadini costretti a coltivare aglio dai dirigenti del Partito Comunista Cinese. 
In seguito ad una errata pianificazione agricola, le vendite dell'aglio crollano e questo porta i poveri contadini esasperati a ribellarsi e ad assaltare la sede del distretto. Il romanzo alterna 
capitoli ambientati nel periodo che precede la rivolta a capitoli che raccontano come le autorità reagirono duramente all'evento catturando e torturando molti contadini. 
Oltre alla storia d'amore di Gao Ma e Jinju, ostacolata dalla famiglia di quest'ultima perché la ragazza era già stata promessa in sposa per un matrimonio combinato, si racconta la storia del 
contadino Gao Yang che viene arrestato in quanto partecipante alla sommossa. Altri personaggi importanti del romanzo sono Fang Sishen e Sishu (i genitori di Jinju) con i loro due figli e Zhong Weimin 
e Jin Nancheng ovvero i due funzionari corrotti e poco lungimiranti a capo del distretto. 
Ogni capitolo inizia con le "canzoni dell'aglio" cantate dal cieco Zhang Kou durante la sommossa.

## Edizioni
- Mo Yan, Le canzoni dell'aglio, traduzione di Maria Rita Masci, ET Scrittori, Einaudi, 2014 e 2016,  p. 349, ISBN 978-88-06-22909-2.